# Politikverflechtung
Politikverflechtung ist ein von Fritz W. Scharpf geprägter politikwissenschaftlicher Begriff der Föderalismusforschung zur Beschreibung politischer Mehrebenensysteme. Politikverflechtung liegt vor, wenn:
- wesentliche öffentliche Aufgaben nicht autonom von politisch-administrativen Akteuren der zentralstaatlichen bzw. Bundesebene, der gliedstaatlichen bzw. regionalen Ebene und der kommunalen Ebene, sondern im Verbund unter Beteiligung von Akteuren mehrerer Ebenen bzw. in Zusammenarbeit von mehreren Akteuren einer Ebene wahrgenommen werden und
- neben den formalen und in der Regel hierarchischen Beziehungen zwischen politisch-administrativen Institutionen der verschiedenen Ebenen auch informelle Formen der horizontalen (zwischen Gliedstaaten oder zwischen Kommunen) und vertikalen Kooperation (z. B. zwischen Zentral- und Gliedstaaten) zur Abstimmung von Entscheidungen zu beobachten sind.

## Politikverflechtung in der Bundesrepublik Deutschland
Im deutschen Föderalismus ist die Politikverflechtung zwischen den föderalen politisch-administrativen Institutionen Bund, Länder und Kommunen besonders ausgeprägt, wobei die Verflechtung stark zugenommen hat. Gründe hierfür waren insbesondere:
- die Tatsache, dass Bundesgesetze überwiegend von den Ländern „als eigene Angelegenheit“ ausgeführt werden (Art. 83 GG),
- die Zunahme der Politikfelder, in denen Gesetze des Bundestages aus verfassungsrechtlichen Gründen der Zustimmung des Bundesrats bedürfen, sowie die Ausweitung des Anwendungsbereichs der konkurrierenden Gesetzgebung (Art. 72 und Art. 74 GG),
- die Einführung von Gemeinschaftsaufgaben und Mischfinanzierungen, z. B. in den Bereichen der regionalen Wirtschaftsförderung und des Hochschulbaus.

Allgemein besteht ein Zusammenhang zwischen Kompetenzverlagerungen zugunsten der Bundesebene und einer Verstärkung der Politikverflechtung; denn die Landesregierungen haben in der Regel als Kompensation für einen Verlust eigenständiger Länderkompetenzen darauf bestanden, wenigstens über den Bundesrat an der Gesetzgebung beteiligt zu werden. Während die Landesregierungen somit zumindest teilweise ihren politischen Einfluss wahren konnten, ging hiermit ein Funktionsverlust der Landtage einher.
Kennzeichen der Politikverflechtung in Deutschland ist darüber hinaus die Überlagerung von Länderinteressen durch Parteiinteressen. Zwar soll der Bundesrat „als Korrektiv des Bundestages wirken und dabei die Sicht der Länder sowie das spezifische Element der Verwaltung zur Geltung bringen“ (letzteres insbesondere in Anbetracht der Ausführung von Bundesgesetzen durch die Länderexekutiven); er kann jedoch zum wichtigsten machtpolitischen Instrument der Opposition auf Bundesebene werden, wenn diese im Bundesrat die Stimmenmehrheit hat. Dies war von 1972 bis 1982, von 1994 bis 1998 sowie von 2002 bis 2005 der Fall. Seit Dezember 2012 hat sich ebenfalls die Stimmenmehrheit im Bundesrat zugunsten der Opposition verschoben. Initiativen der Bundesregierung oder der Mehrheitsfraktion(en) im Bundestag können dann von der Opposition vielfach blockiert werden, obwohl im Bundesrat explizit nicht nach Parteiinteressen entschieden werden sollte. Populärwissenschaftlich wird diese Blockade häufig fälschlicherweise mit dem Begriff der „Politikverflechtungsfalle“ gleichgesetzt. Gerade bei knappen Mehrheitsverhältnissen im Bundesrat können Landtagswahlen unter Umständen den Charakter von „Bundesratswahlen“ bekommen, und die Wahlkämpfe werden von bundespolitischen Themen dominiert.
Erst mit der Verfassungsreform von 1994 und mit der Föderalismusreform von 2006 wurden Anstrengungen zu einer Entflechtung im Sinne einer klareren Aufgabentrennung und einer stärkeren Autonomie der jeweiligen Ebenen unternommen.

## Die Politikverflechtungsfalle
Das Konzept der Politikverflechtungsfalle deutet darauf hin, dass in den gegebenen Verflechtungsstrukturen nicht nur eine Blockadesituation in Sachentscheidungen vorliegt, sondern dass auch institutionelle Änderungen unmöglich sind, die eine Entflechtung des Mehrebenensystems zur Folge hätten.
Das liegt daran, dass bei einer anstehenden Verfassungsänderung solche Akteure als potenzielle Vetospieler auftreten, die von der Verflechtung profitieren – im deutschen Föderalismus sind dies konkret die Landesregierungen. Die Politikverflechtungsfalle ist also nicht die Blockade durch Vetospieler in der täglichen Entscheidungsfindung, sondern die Unfähigkeit des politischen Systems, institutionelle Änderungen zur Auflösung dieser Blockaden herbeizuführen.
Unter normativen Gesichtspunkten lassen sich Vor- und Nachteile der Existenz dieser Verflechtungsstruktur ausmachen: Ein Nachteil ist die wenig effiziente Entscheidungsfindung, da aufgrund der häufigen Blockaden eine Status-Quo-Orientierung existiert. Verfechter der Gewaltenteilung wenden hingegen ein, dass die Existenz vieler potenzieller Vetospieler mit einer Stabilität des politischen Systems verbunden sei. Die komplexe Verflechtungsstruktur sorge für „Checks and Balances“ gegen leichtfertige Verfassungsänderungen und für Kontinuität einer demokratischen politischen Ordnung.
Arthur Benz nennt einige mögliche Strategien zur Förderung der Entscheidungs- und Innovationsfähigkeit von Politik: „Level shifting“, die „Einrichtung von Parallelinstitutionen“, „Opting-out-Klauseln“ und die Informalisierung der Konfliktregelung in inoffiziellen Expertengremien oder Netzwerken.

## Politikverflechtung im Mehrebenensystem der Europäischen Union
Zwischen dem Mehrebenensystem der Europäischen Union und dem durch ein hohes Maß an Politikverflechtung gekennzeichneten föderalen System der Bundesrepublik Deutschland bestehen zwei deutliche Parallelen:
- Sowohl in der EU als auch in Deutschland erfolgt der Gesetzesvollzug vorwiegend auf der dezentralen Ebene: EU-Richtlinien müssen ohnehin erst in nationales Recht der Mitgliedstaaten übernommen werden, aber auch EU-Verordnungen werden überwiegend von nationalen und/oder regionalen Verwaltungen umgesetzt. Entsprechend liegt eine vergleichbare vertikale Gewaltenteilung zwischen zentraler Legislative und dezentraler Exekutive vor.
- Noch stärker als der Einfluss der Landesregierungen im Bundesrat ist auf EU-Ebene der Einfluss der Regierungen der Mitgliedstaaten im EU-Ministerrat; auch hier ist jedoch die Entwicklung zu beobachten, dass die nationalen Regierungen bei einer Verlagerung von Zuständigkeiten auf die EU-Ebene zwar ihren Einfluss auf die EU-Gesetzgebung wahren, die Parlamente der Mitgliedstaaten jedoch an Einfluss verlieren.

Die zunehmende Bedeutung der EU-Politik in Politikfeldern, die bereits im politischen System Deutschlands durch Politikverflechtung gekennzeichnet sind, wie z. B. im Wettbewerbs- und Subventionsrecht, in der regionalen Strukturpolitik und bei der Mischfinanzierung von Gemeinschaftsaufgaben, erzeugt eine komplexe Mehrebenenverflechtung. Hier wird auch von der doppelten Politikverflechtung gesprochen.
„Die ‚Politikverflechtungsfalle‘ kann also zusammenfassend beschrieben werden als eine zwei oder mehr Ebenen verbindende Entscheidungsstruktur, die aus ihrer institutionellen Logik heraus systematisch […] ineffiziente und problem-unangemessene Entscheidungen erzeugt, und die zugleich unfähig ist, die institutionellen Bedingungen ihrer Entscheidungslogik zu verändern - weder in Richtung auf mehr Integration noch in Richtung auf Desintegration.“